# 普陀区 (上海市)
普陀区是中華人民共和國上海市的一个市辖区，地处上海市中心区西北部，北接宝山区，东南面与静安区、长宁区接壤，西面毗邻嘉定区。區政府駐真如鎮街道大渡河路1668號。

## 概述
普陀区2010年第六次全国人口普查结果户籍人口879,213人，常住人口1,288,881人。以境内普陀路而得名，境内有苏州河横穿。上海市普陀区人民政府驻大渡河路。普陀区还是上海市区各少数民族特别是回族最为集中的地区，据2007年末数据，共有少数民族31个，8942人。区内有真如寺，玉佛寺以及长风公园等。区内有立体的交通网络，由地铁、地面交通、高架道路构成。

## 历史
唐朝之前普陀区内部分地区就已经形成陆地。民国16年（1927年），建立了上海特别市并辖有17个区。今普陀区区域分属闸北、彭浦、真如、蒲松、法华等地区。抗日战争期间，汪精卫政府将公共租界重新分划，并设立了31个警区，苏州河南区域分划为第十三警区，由普陀路警察局管理。抗日战争胜利后，民国34年（1945年）12月25日，国民政府上海市政府在原第十三警区的基础上，建立了第十三行政区，并设置区公所。民国36年（1947年），以境内的普陀路得名，改称普陀区。当时区辖面积仅2.65平方公里，全部位于吴淞江南岸，总人口13.05万。1949年5月，中国共产党占领上海全境，同月底设立了“普陀区接管委员会”。1950年6月8日成立了普陀区人民政府。此后行政区域不断扩大，先后共6次从吴淞江以北的临近区县划入土地共计52.46平方公里，总面积擴大至55.47平方公里。
1999年7月，宜川新村街道与中山北路街道合併為宜川路街道。2000年，撤销白丽路、曹安路、白玉路、东新路街道办事处，调整长寿路、曹杨新村、长风新村、石泉路等4个街道行政区划。此時普陀區分為6个街道（长寿路、曹杨新村、长风新村、石泉路、甘泉路、宜川路街道）、3个镇（长征、桃浦、真如）。同时居委会從304個调整为209个。
根據2010年第六次全国人口普查结果，普陀區常住人口增长至1,288,881人。

## 行政区划
普陀区下辖8个街道、2个镇，共247个居委会和7个村委会：
曹杨新村街道、长风新村街道、长寿路街道、甘泉路街道、石泉路街道、宜川路街道、万里街道、真如镇街道、长征镇和桃浦镇。

## 经济
近代，普陀区是上海市中心区中经济最不发达的行政区。後來随着上海市政府将普陀区真如镇街道规划为上海市区第四大副中心，将其规划成为上海市区西北部物流中心以后，经济建设速度正不断加快。

## 地理
普陀区境內共有河湖109条,其中河道62条，人工湖47个。河网主要分布在桃浦镇和长征镇,桃浦镇的水面率达4.02%，高于普陀区的平均水面率。

## 人口
2022年初全区户籍人口89.78万人。其中，男性43.98万人，女性45.80万人。全年户籍出生人口3655人，死亡人口8925人，户籍人口自然增长率-5.9‰。全年外来人口出生数1612人。
2010年第六次全国人口普查结果，全区户籍总人口为87.89万人，全年户籍出生人口为5883人，死亡人口为7414人，户籍自然增长率为-1.75‰。全区常住人口为1,288,881人，其中外来常住人口为22.70万人。

## 教育
国家“211工程”、“985工程”重点建设的华东师范大学（中山北路校区）坐落于普陀区。根据全国第六次人口普查结果显示，全区文盲人口为19,520人，较上次人口普查（2000年）减少16,291人，文盲率由3.41%下降为1.51%。
普陀区基础教育中，义务教育入学率100%，高中阶段入学率97.88%。有普通小学25所，在校学生34,143人；普通中学47所，在校学生27,542人；托儿园·托儿所77所，在校学生27,382人，职业学校1所，在校学生1,529人；特殊教育学校2所，在校学生429人；工读学校1所，在校学生13人。（2014年统计数据）
1993年開始，普陀區以金沙江路小学、新普陀小学、曹杨二中附属学校为女足第三梯隊、梅陇中学女足為第二梯隊、曹杨二中為第一梯隊培養女足。2022年女足亞洲杯中國女足國家隊奪冠成員中有3位成員赵丽娜、张馨、杨莉娜以及教練水慶霞與普陀區有關。

### 小学
| 公办 - 上海市普陀区长征中心小学 - 上海市普陀区新普陀小学 - 上海市普陀区曹杨实验小学 - 上海市普陀区真如文英中心小学 - 上海市普陀区杨家桥小学 - 上海市普陀区真如第三小学 - 上海市普陀区真光小学 - 上海市普陀区联建小学 - 上海市普陀区树德小学 - 上海市普陀区恒德小学 - 上海市普陀区桃浦中心小学 - 上海市曹杨第二中学附属学校（小学部） - 上海市普陀区回民小学 | - 上海市普陀区武宁路小学 - 上海市普陀区陆家宅小学 - 上海市普陀区中山北路第一小学 - 上海市普陀区沙田学校 - 上海市普陀区洵阳路小学 - 上海市普陀区管弄新村小学 - 上海市普陀区平利路第一小学 - 上海市普陀区沪太新村第一小学 - 上海市普陀区华阴小学 - 上海市普陀区朝春中心小学 - 上海市普陀区曹杨新村第六小学 - 华东师范大学附属小学 - 上海市普陀区金沙江路小学 | 民办 - 上海金洲小学 |

### 初中
| - 上海市洵阳中学 - 上海市北海中学 - 上海市兴陇中学 - 华东师范大学第四附属中学 - 上海市怒江中学 - 上海师范大学附属第二实验学校 - 上海市真北中学 - 上海市延河中学 - 上海市普陀区教育学院附属中学 - 上海市新杨中学 - 上海市梅陇中学 - 上海华东师范大学附属进华中学（初中） - 上海兰田中学 - 上海玉华中学 - 上海市洛川学校（九年義務制） | - 上海市曹杨第二中学附属学校（初中部） - 上海市晋元高级中学附属学校 - 上海市宜川中学附属学校 - 上海市普陀区教育学院附属学校 - 上海市曹杨中学附属学校 - 上海市江宁学校 - 上海市光新学校 - 上海市铜川学校（為九年一貫制學校，1990年8月上海市銅川中學成立，1996年6月與銅川路小學合併為上海市铜川学校） - 上海市沙田学校 - 华东师范大学附属外国语实验学校 - 上海市子长学校 - 上海市中远实验学校 - 上海市万里城实验学校 - 上海外国语大学尚阳外国语学校 - 上海市文达学校 | - 上海市民办新黄浦实验学校 - 上海市金鼎学校 - 上海培佳双语学校（初中） |

### 高中
- 上海市曹杨第二中学（市重点）
- 上海市晋元高级中学（市重点）
- 上海市宜川中学（市重点）
- 上海市真如中学
- 上海桐柏高级中学
- 上海培佳双语学校（高中部）
- 同济大学第二附属中学
- 上海市甘泉外国语中学
- 上海市长征中学
- 上海市华东师范大学附属进华中学
- 上海音乐学院附属安师实验中学
- 上海市桃浦中学
- 上海市曹杨第九中学
- 上海市曹杨中学

### 高等教育
- 华东师范大学（中山北路校区）
- 同济大学沪西校区
- 上海工程技术大学（新村路校区）
- 上海政法学院（普陀校区）

### 特殊教育
- 上海市普陀区启星学校
- 上海市澄源中学
- 上海市普陀区甘霖初级职业技术学校

## 交通
普陀区对上海市内交通极其便利，内、中、外三条城市高架（外环已改名外环高速）环线均从区内穿过，区内拥有轨道交通3、4、7、11、13、14、15号线多个站点，方便居民前往上海各中心区和邻近郊区。
根据政府公开信息，长征镇距虹桥综合交通枢纽约10公里，距浦东机场50公里，沪宁城际铁与轨道交通11、15号线、规划20号线在上海西站综合交通枢纽实现“零换乘”，形成区域综合立体交通，G2京沪高速入城段横贯区内，S5沪嘉高速与之南北呼应；G204线、G312线从区内起始可达长江流域、东北、西北地区。

## 交通发展沿革
19世纪末，普陀区区境内为河网密布的农村水乡，大小河道多可通航，陆上依靠乡间小道通连各地。横贯全区的吴淞江是主要航道，但江上无桥梁，过江只得依靠船渡。公共租界扩展至境内吴淞江南岸之后，民族资本家和外商利用吴淞江水运方便，纷纷在南北两岸兴建工厂与仓库，同时还增设船埠码头，辟筑道路，逐步改善了交通条件。20世纪初，沪宁、沪杭铁路修建成后，设上海西站及其他车站。20世纪初，境内吴淞江以南开始辟筑城市道路，逐步形成道路网。解放前夕约有道路40余条，至1990年全区共有道路121条。
公共交通方面，约有公共汽车线路34条、无轨电车线路4条、长途客运巴士线路85条。

### 公共汽车沿革
- 民国15年（1926年）12月30日，英商上海电车公司辟16路、19路无轨电车。
- 民国27年（1938年）12月15日增辟的24路无轨电车。
- 民国37年（1948年），上海市公共交通公司开行的公交线路有：10路甲（自大夏大学至中山公园）、14路（自外滩至造币厂桥），一直经营到上海解放为止。
- 1960年10月8日，穿行境内的13路无轨电车开始通行。[12]

### 主要道路
- 国道
  -  G204
  -  G312
- 国家高速
  -  G42（沪蓉高速公路）
- 上海高速
  -  S5（沪嘉高速公路）
  -  S20（外环高速公路）
- 快速道路
  - 内环高架路
  - 中环路
  - 上海外环高速公路

| 地面道路 - 中山北路 - 岚皋路 - 新村路 - 曹杨路 - 武宁路 - 金沙江路 - 祁连山路 - 祁连山南路 - 梅川路 | - 桃浦路 - 交通路 - 莫干山路 - 宁夏路 - 大渡河路 - 真北路 - 曹安公路 - 真南路 - 古浪路 |

### 铁路与轨道交通
上海铁路局
 京沪线
- - 上海西站 -

 沪昆线
- - 上海西站 -

 南何线
上海地铁
 █ 3号线

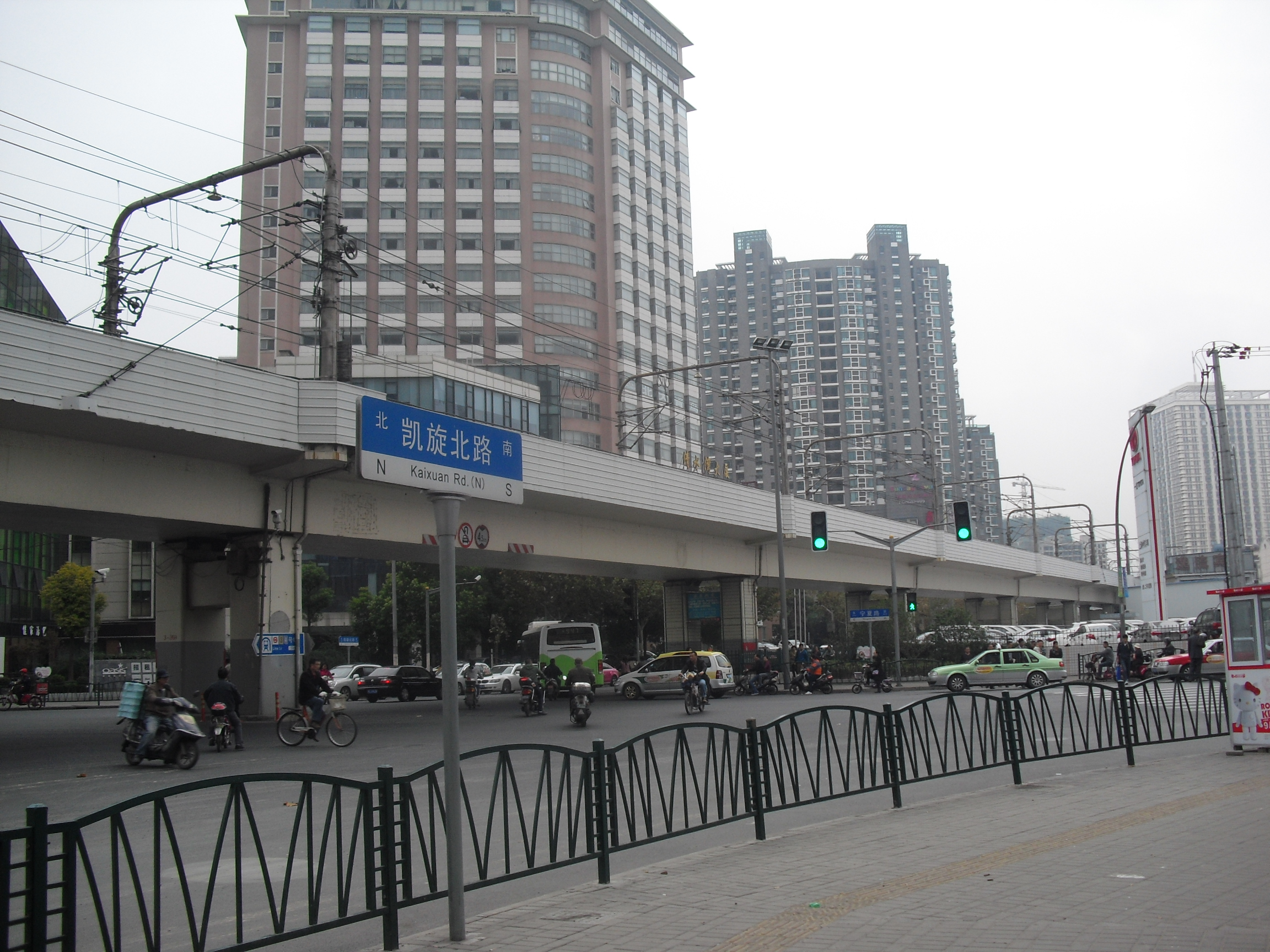
轨道交通3·4号线高架铁道

- - 金沙江路站 - 曹杨路站 - 镇坪路站 - 中潭路站 -

 █ 4号线
- - 金沙江路站 - 曹杨路站 - 镇坪路站 - 中潭路站 -

 █ 7号线
- - 长寿路站 - 镇坪路站 - 岚皋路站 - 新村路站 -

 █ 11号线
- - 桃浦新村站 - 武威路站 - 祁连山路站 - 李子园站 - 上海西站站 - 真如站 - 枫桥路站 - 曹杨路站 - 隆德路站 -

 █ 13号线
- - 祁连山南路站 - 真北路站 - 大渡河路站 - 金沙江路站 - 隆德路站 - 武宁路站 - 长寿路站 - 江宁路站 -

 █ 14号线
- - 真光路站 - 铜川路站 - 真如站 - 中宁路站 - 曹杨路站 - 武宁路站 -

 █ 15号线
- - 长风公园站 - 大渡河路站 - 梅岭北路站 - 铜川路站 - 上海西站站 - 武威东路站 - 古浪路站 - 祁安路站 -

 █ 20号线（建设中）
- 金昌路站 - 上海西站站 - 广泉路站 - 新村路站 - 平利路站 -

### 航道

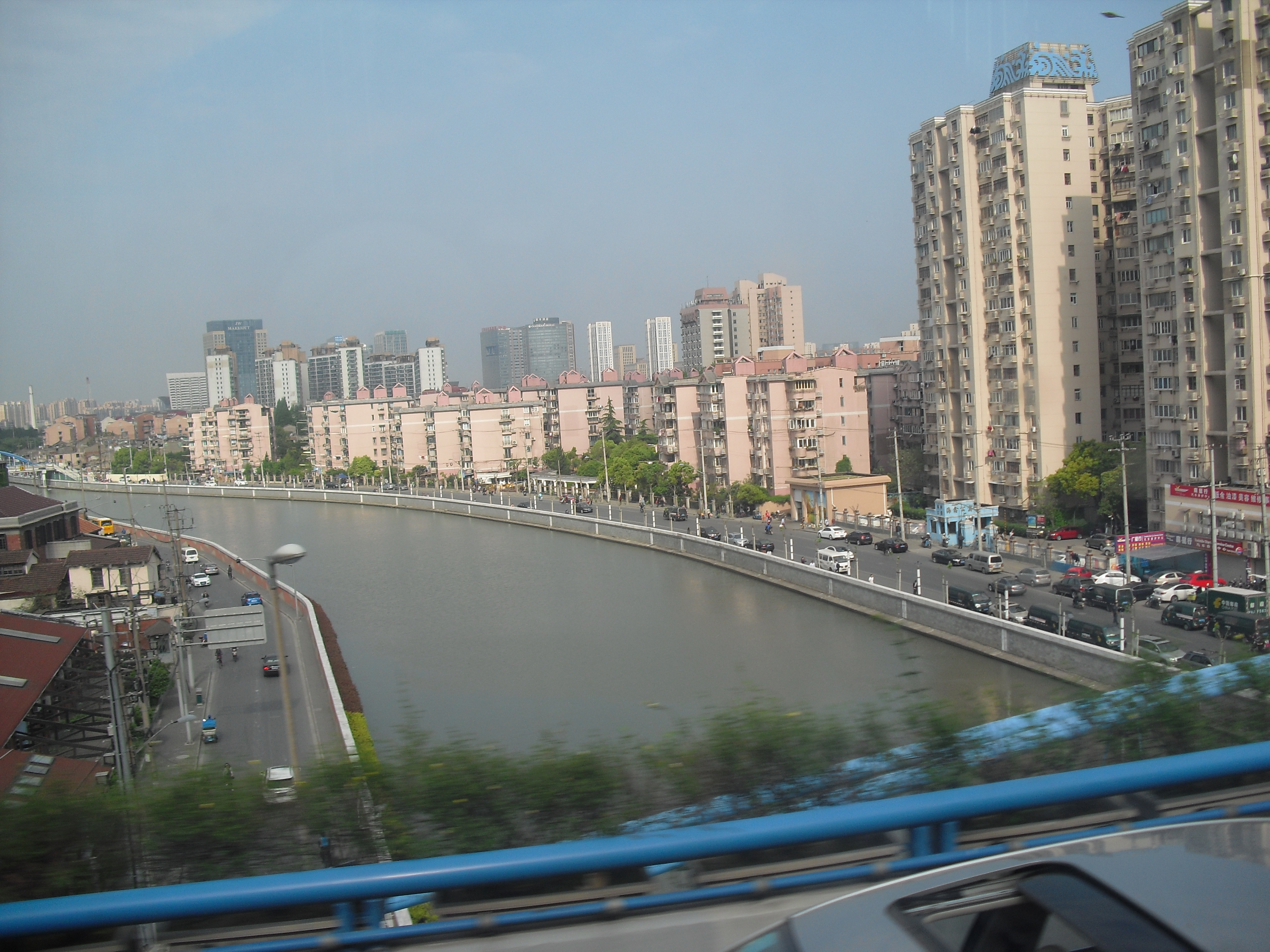
吴淞江，左侧为长宁区，右侧为普陀区。

- 吴淞江（苏州河），北新泾苗圃老吴淞江口～西苏州路安远路口，长14.05km，宽40-60m，20-30m深，航道等级6级，载重吨位60-100吨。

- 木渎港，西虬江～吴淞江，长2.1km，宽17-25m，7-10m深，航道等级8级，载重吨位15吨。

- 西虬江，桃浦～真北路，长1.9km，宽13-26m，4-8m深，航道等级8级，载重吨位10吨。

- 彭越浦，彭浦新桥～吴淞江，长1.3km，宽15-25m，3-6m深，航道等级8级，载重吨位10-20吨。

（皆为普陀区境内段数据。）

## 产业
在普陀区设立总部的企业、组织：

### 大型商业广场
- 百联中环购物广场[13]
- 上海环球港
- 上海友谊商店
- 亚新生活广场
- 农工商118广场
- 近铁城市广场
- 长风大悦城
- IMAGO我格广场
- 巴黎春天 (大华店)
- 巴黎春天 (长寿路店)
- 曹杨商城[14]
- 上海天汇广场

### 零售业
- 联华超市
- 锦江麦德龙

### 房地产业
- 新城控股

### 其他
- 文峰美容美髮
- 一嗨租車
- 餓了麼
- 上海西部企业（集團）有限公司：它是一個以物业管理为主营业务的国有企业[15]，徐虎為該企業員工。1995年12月26日，普陀區区房产局所属普陀房地产总公司改制为上海西部企业（集團）有限公司，為普陀區区管企业。1998年7月1日，西部集团和普陀區区房地局政企分开。[16]

## 机构
- 国家机器人检测与评定中心
- 上海地震局
- 上海市測繪院

## 公共设施

### 公园

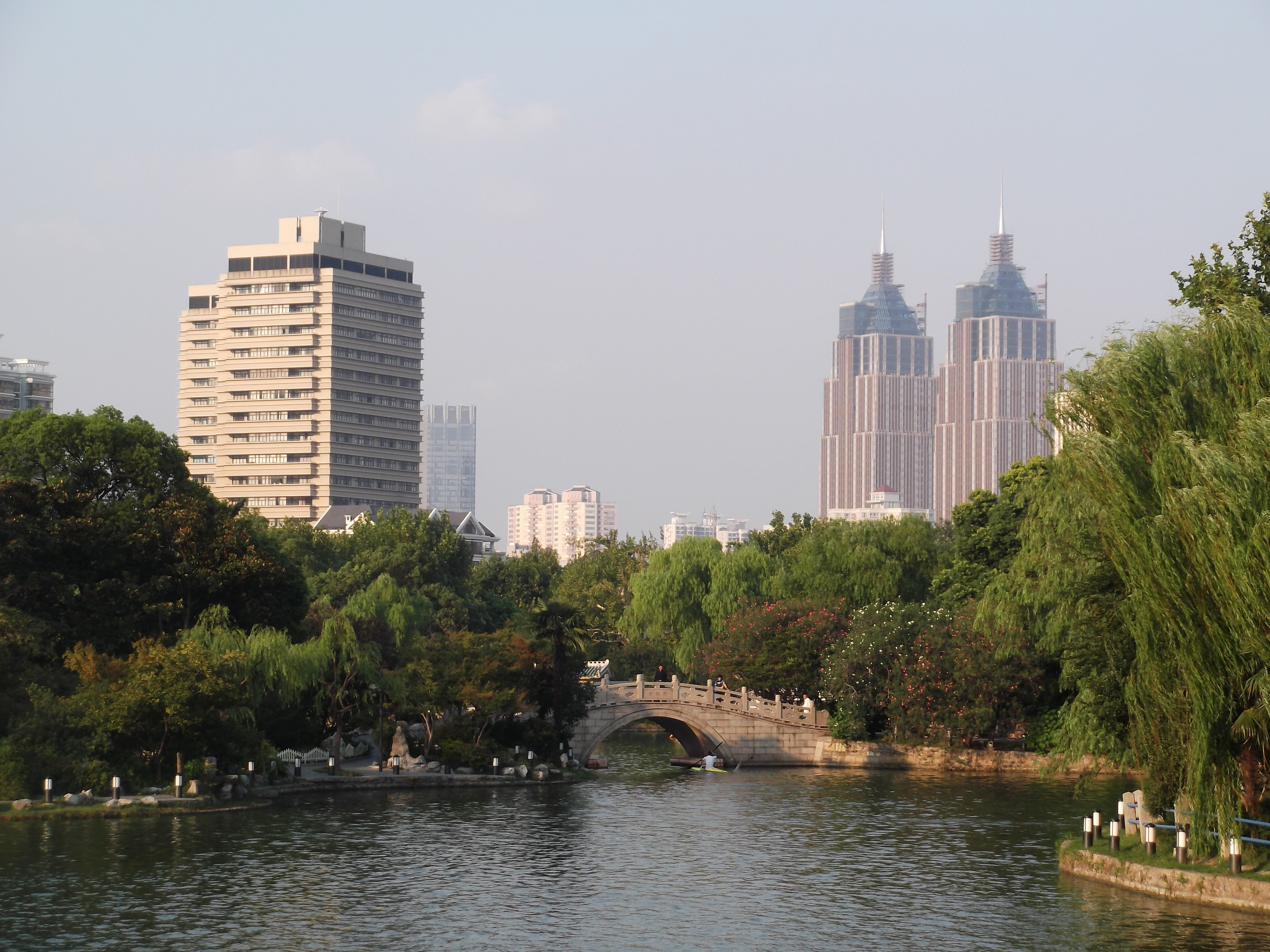
长风公园与远处的月星环球港

| - 长风公园 - 苏州河梦清园环保主题公园 - M50创意园区 - 未来岛公园 - 祥和公园 - 兰溪青年公园 - 宜川公园 - 长寿公园 - 管弄公园 | - 普陀公园 - 曹杨公园 - 真光公园 - 梅川公园 - 沪太公园 - 海棠公园 - 甘泉公园 - 真如公园 |

### 邮政
2012年3月，成立了上海市邮政公司普陀区邮政局。2014年3月根据《中华人民共和国邮政法》、《国务院关于印发邮政体制改革方案的通知》等有关规定，更名为上海市邮政公司普陀区分公司。

| - 普陀邮政支局 - 叶家宅邮政所 - 昌化路邮政所 - 沪太邮政支局 - 宜川邮政所 - 甘泉邮政所 - 曹杨新村邮政支局 - 华东师大邮政所 - 长风一村邮政所 - 石泉邮政支局 | - 武宁路邮政支局 - 镇坪邮政所 - 桃浦邮政支局 - 铁道大学邮政所 - 武威西路邮政所 - 红棉路邮政所 - 真如邮政支局 - 北石路邮政所 - 真光邮政所 - 万里邮政所 |

### 醫院
- 上海市普陀區人民醫院
- 甘泉醫院
- 上海市普陀區中心醫院
- 利群醫院
- 上海天佑医院

## 全国重点文物保护单位
- 真如寺大殿
- 志丹苑元代水闸遗址
- 圣约翰大学 (上海)